# コゼアーノ
コゼアーノ（伊: Coseano）は、イタリア共和国フリウリ＝ヴェネツィア・ジュリア州ウーディネ県にある、人口約2,000人の基礎自治体（コムーネ）。

## 地理

### 位置・広がり

#### 隣接コムーネ
隣接するコムーネは以下の通り。
- ディニャーノ
- フライバーノ
- メレート・ディ・トンバ
- リーヴェ・ダルカーノ
- サン・ヴィート・ディ・ファガーニャ
- セデリアーノ

### 気候分類・地震分類
コゼアーノにおけるイタリアの気候分類 (it) および度日は、zona E, 2328 GGである。
また、イタリアの地震リスク階級 (it) では、zona 2 (sismicità media) に分類される。

## 行政

### 分離集落
コゼアーノには、以下の分離集落（フラツィオーネ）がある。
- Barazzetto, Cisterna, Maseris, Nogaredo di Corno

## 姉妹都市
- フィナーレ・リーグレ、イタリア 2009年